# Diawara (ville)
Pour les articles homonymes, voir Diawara.
Diawara est une ville du Sénégal oriental, située sur la rive gauche du fleuve Sénégal, à la frontière avec la Mauritanie et non loin de celle du Mali.

## Histoire
Diawara est une ville composée essentiellement de Soninkés (sarakholés) à l'origine. Ses fondateurs sont les Sakho, tout juste après l'éclatement de l'empire du Ghana, les familles qui constituaient cet empire se sont dispersées dans toute l'Afrique de l'Ouest. Les Sakho détiennent le titre de Chef de Village, mais en 2002 Diawara a été érigé en commune.
Le premier maire de la commune de Diawara fut Makha Sakho, puis en mars 2009 Hamidou Koïta lui succède. Depuis juillet 2014 Killé Sakho est le nouveau maire.

## Administration
La localité a été érigée en commune en 2002. Elle est rattachée au département de Bakel dans la région de Tambacounda.

## Géographie
Au Sud de Diawara on a les villages de Yelingara, Manaël , Tuabou et la commune de Bakel qui se trouve à quelque 18 km de Diawara ; puis au Nord il y a les villages de Galadé, Gandé et les communes de Moudéry et Dembancane.

### Population
Lors du recensement de 2002, Diawara comptait 10 200 habitants. En 2007, selon les estimations officielles, la population s'élèverait à 20 000 personnes.
Les habitants sont pour la plupart des Soninkés ; on y trouve, dans une proportion moindre des Peuls et Wolofs.

### Activités économiques
L'économie de Diawara repose sur l'agriculture et le commerce ; il y a également un apport économique considérable d'une partie de la population qui réside à l'étranger (Europe, Amérique,ASIE, etc.).

## Jumelages et partenariats
Diawara est jumelée avec la commune française de Longvic en Côte d'Or.